# 핼 홀브룩
핼 홀브룩(Hal Holbrook, 1925년 2월 17일 ~ 2021년 1월 23일)은 미국의 배우이다. 2021년 1월 23일 캘리포니아주 베벌리힐스의 자택에서 사망했다.

## 영화
- 위대한 희망
- 갈매기의 꿈 (영화)
- 더티 해리 2 - 이것이 법이다
- 모두가 대통령의 사람들
- 미드웨이 (1976년 영화)
- 줄리아 (영화)
- 카프리콘 프로젝트
- 안개 (1980년 영화)
- 크립쇼
- 월 스트리트 (1987년 영화)
- 야망의 함정
- 고양이 댄스
- 헤라클레스 (1997년 영화)
- 블러드 라인 (1998년 영화)
- 청혼 (영화)
- 멘 오브 오너
- 마제스틱 (2001년 영화)
- 쉐이드 (2003년 영화)
- 인투 더 와일드 (영화)
- 그날 오후: 지는 해를 보기 싫었다
- 워터 포 엘리펀트 (영화)
- 링컨 (2012년 영화)
- 프라미스드 랜드 (영화)

## 텔레비전
- 우리 읍내 (희곡)
- 남과 북 (텔레비전 드라마)
- 남과 북 (텔레비전 드라마)
- 살인 전화
- 웨스트 윙 (드라마)
- 베커 (시트콤)
- 소프라노스
- NCIS (드라마)
- ER (드라마)
- 썬즈 오브 아나키
- 더 이벤트
- 먼데이 모닝스
- 렉티파이
- 본즈 (드라마)
- 그레이 아나토미
- 하와이 파이브-0